# Indospicin
L-Indospicin [Synonym: (S)-Indospicin] ist eine toxische, nicht proteinogene Aminosäure aus dem Hülsenfrüchtler Indigofera endecaphylla. Dort kommt es in Mengen von bis zu 0,15 % im Kraut und bis zu 2,0 % in den Samen vor.
Diese Pflanze wird in tropischen Gebieten als Futterpflanze verwendet. Die Nachkommen trächtiger Tiere, welche die Pflanze fressen, erleiden ein embryopathisches Syndrom, welches durch Gaumenspalten, Zwergenwuchs und akute Leberschäden charakterisiert ist. Des Weiteren wurden auch Leberzirrhosen beobachtet. Bei Menschen sind bisher jedoch keine Vergiftungen bekannt.
Die toxischen Effekte (es wird z. B. für bestimmte Pferdekrankheiten verantwortlich gemacht) beruhen auf der Wirkung als L-Arginin-Antimetabolit und einer daraus folgenden Beeinträchtigung der Proteinbiosynthese. Außerdem hemmt es die konstitutiven und induzierbaren NO-Synthasen und ist teratogen.
L-Indospicin kommt auch in anderen Indigofera Arten wie Indigofera mucronata vor und wird in einigen weiteren vermutet. Da sich in diesen neben Indospicin auch die Gifte Canavanin und Hiptagensäure befinden, gibt es zum Teil widersprüchliche Aussagen in der Literatur über Art und Stärke der Toxizität der Pflanzen.

## Eigenschaften
Indospicin-Hydrochlorid-Hydrat besitzt eine orthorhombische Kristallstruktur mit der Raumgruppe P222 (Raumgruppen-Nr. 16).